# Han B. Aalberse
Han B. Aalberse, pseudoniem van Johannes van Keulen (Bruinisse, 20 december 1917 – aldaar, 12 januari 1983) Nederlandse uitgever, romanschrijver en vertaler.
Onder eigen naam publiceerde Johan(nes) van Keulen een christelijke meisjesroman en enige seksuele voorlichtingsboekjes die ook waardering vonden in rooms-katholieke kring. Kenmerkend voor de inhoud van deze boekjes is het volgende citaat uit Meisjes vragen: "Hoe nu die geslachtsdaad of eenwording van man en vrouw tot stand komt is iets, waarover je voorlopig je hoofd niet behoeft te breken. Onthoud goed, dat de geslachtsdaad niet tot puberteitsland behoort."
Grote bekendheid verwierf Aalberse pas door zijn romancyclus De Wijde Horizon over wat in de jaren voor de seksuele revolutie nog omfloerst en enigszins dichterlijk-kuis omschreven werd "het ontwaken der zinnen" van een jong meisje en een iets oudere jongen. Deze cyclus bestond uit uit De liefde van Bob en Daphne (deel I en II), Liesbeth en de wereld van Bob en Daphne (deel III) en Lucie, Liesbeth en Daphne (deel IV). romans die handelen over jeugdige ontdekking van de seksualiteit. In het eerste deel is Daphne nog 12 jaar en Bob 16. 
De literaire waardering voor deze lectuur was gering. Wel van belang bleek de justitiële belangstelling, die boeken en schrijver in verband met de zogeheten bescherming van de "goede zeden" en de "openbare eerbaarheid", met name vanaf 1959 tot halverwege de jaren zestig, aan de vooravond van de seksuele revolutie. Het verschijnen van deze boeken was voor het Ministerie van Justitie aanleiding voor een proces over het erotische karakter van deze romans en de vrijheid die de schrijver zich daarbij had gepermitteerd. Dit was ook de tijd van de filmkeuring, waarbij door een door de overheid ingestelde commissie bepaald werd voor welke begrensde leeftijdsgroepen bepaalde bioscoopfilms geschikt werden geacht.
Hoewel Aalberse altijd heeft volgehouden opvoedende bedoelingen te hebben gehad met zijn boeken, werd hij toch - tijdelijk - verdacht van het plegen van strafbare feiten en daarvoor zelfs in hechtenis genomen.. Diverse auteurs van naam, zoals Victor E. van Vriesland, Adriaan van der Veen en Jef Last namen het op voor de schrijver. Toen het OM besloot hem te vervolgen werd hij als verdachte bovendien verdedigd door advocaat en kunstminnaar Arie Mout (1900 - 1978), die door zijn grote belezenheid in staat was de beschuldiging van "aanstotelijkheid van de eerbaarheid" met een beroep op de internationale literatuur uit verleden en heden te ontkrachten. Aalberse kreeg uiteindelijk een symbolische boete en zijn boeken werden in beslag genomen (en weer vrijgegeven). De Bob en Daphne-processen hebben ertoe bijgedragen dat er in Nederland een grotere persvrijheid voor erotisch werk is gekomen, zodat erotisch werk niet meer onder de toonbank ligt.

## Werk gepubliceerd onder het pseudoniem Han B. Aalberse
- 1955 - De liefde van Bob en Daphne deel I - Cyclus De Wijde Horizon deel I.
- 1957 - De liefde van Bob en Daphne deel II - Cyclus De Wijde Horizon deel II.
- 1959 - De liefde van Bob en Daphne deel III - Liesbeth en de wereld van Bob en Daphne - Cyclus De Wijde Horizon deel III.
- 1968 - De liefde van Bob en Daphne deel IV - Lucie, Liesbeth en Daphne - Cyclus De Wijde Horizon deel IV.
- 1970 - Chico
- 1972 - Raimundo
- 1976 - Dolores
- 1978 - De vurige liefde van Inez
- 1981 - Bob & Daphne: Een prille liefde (22ste druk, verschenen onder gewijzigde titel, van het eerste deel van De liefde van Bob en Daphne uit 1955)
- 1982 - De liefde van Bob & Daphne: Ontluikende driften (oorspronkelijke titel: De liefde van Bob en Daphne deel II)
- 1983 - Liesbeth en de wereld van Bob en Daphne
- 1984 - De wereld van Bob & Daphne: Erotische avonturen (oorspronkelijke titel: Lucie, Liesbeth en Daphne)

## Werk gepubliceerd onder eigen naam
- 1949 - Meisjes vragen...! Een boek voor meisjes
- 1950 - Jongens vragen...! Een boek voor jongens van 16 jaar en ouder
- 1943 - Angelina de bloem: Roman voor oudere meisjes
- 1951 - In de wachtkamer van het huwelijk: Een boek over het sexuele leven en de verloving, voor jonge mensen van omstreeks 20 jaar en ouder
- 1952 - Jan Poortman
- 1953 - Sexuele opvoeding
- 1958 - Kinderen vragen